# Música do Quirguistão
A música do Quirguistão é nômade e rural e está intimamente relacionada à música tradicional do Turcomenistão e do Cazaquistão. A música folclórica do Quirguistão é caracterizada pelo uso de alturas longas e contínuas, com elementos russos também proeminentes.

## Música tradicional
Músicos itinerantes e xamãs chamados demanaschi são populares por tocarem komuz. Sua música é tipicamente épica heróica, como a história mais famosa, o Épico de Manas, que é o conto patriótico de um guerreiro chamado Manas, e seus descendentes, que lutam com os chineses. Há modernos recitadores dos Manas que são muito populares, como Rysbek Jumabaev e Sayaqbay Karalaev .
Além da komuz, instrumentos populares do Quirguistão incluem o Kyl kiak (qyl-qyiyak), um instrumento de arco vertical de duas cordas (cf. rabeca ), sybyzgy, uma flauta marrom, chopo-choor e o Temir ooz komuz (komuz de boca), também conhecida como berimbau de boca em alguns países. O komuz é o instrumento nacional do Quirguistão. É um instrumento de cordas dedilhadas. O kyl kiak, no entanto, é também um símbolo importante da identidade do Quirguistão. É um instrumento de cordas, relacionado com o morin khuur da Mongólia, e está associado a cavalos e ao papel vital que desempenham na cultura do Quirguistão. Os elementos xamanísticos da cultura popular do Quirguistão permanecem, incluindo a dobulba (um tambor de quadro), o asa-tayak (um dispositivo de madeira decorado com sinos e outros objetos) e o já mencionado kyl kiak .
Uma ampla variedade de música instrumental chamada kui (ou küü ) narra narrativas que giram em torno de uma jornada musical. A narrativa, que é inteiramente expressa sem palavras, às vezes é pontuada com gestos exagerados para marcar partes importantes da história.

### Artistas

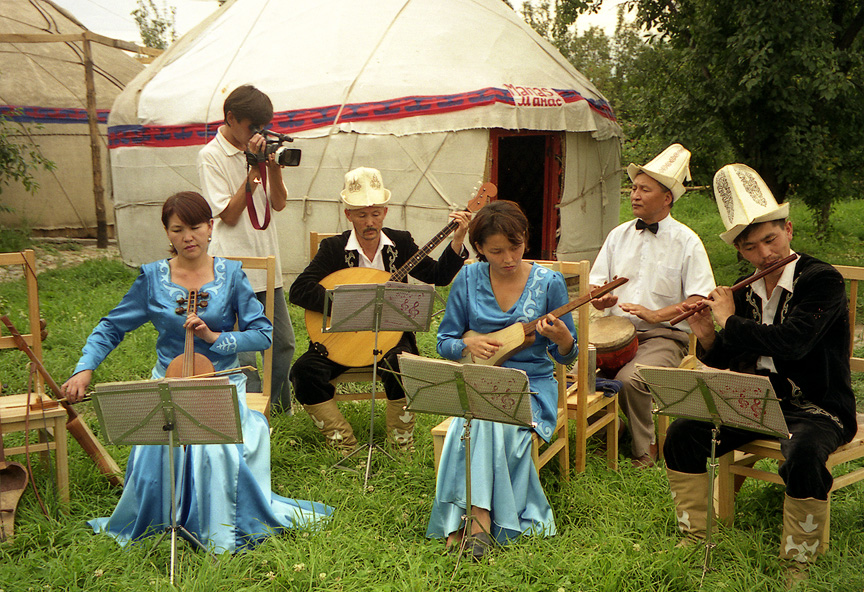
Um grupo de músicos quirguizes cantando em um acampamento de yurt em Karakol

Intérpretes modernos da música tradicional do Quirguistão incluem o grupo folclórico nacional de Kambarkan.
Salamat Sadikova é uma cantora popular e tradicional do Quirguistão, com uma voz forte, que é capaz de fazer anotações por uma duração extraordinariamente longa. Seu repertório inclui composições contemporâneas de estilo folk, bem como canções folclóricas.
Outros artistas notáveis incluem Tengir-Too, os Irmãos Djunushov, Jusup Aisaev e Gulnur Satylganova.

## Música contemporânea
Música rock e metal é popular no Quirguistão. Darkestrah é uma banda de metal bem conhecida de Bishkek, agora sediada na Alemanha. Sua música combina música folclórica tradicional do Quirguistão com black metal. Há também um novo gênero pop chamado Z-Pop, que influenciou principalmente o K-Pop e a música pop ocidental.

## Galeria
Representações culturais da Música do Quirguistão
- Selo soviético descrevendo instrumentos tradicionais do Quirguistão
- Parte traseira do selo mostra alguns instrumentos tradicionais, incluindo um Komuz (centro)
- Um manaschi tradicional quirguiz